# Molde Fotballklubb 2007
Questa voce raccoglie le informazioni riguardanti il Molde Fotballklubb nelle competizioni ufficiali della stagione 2007.

## Rosa
| N. |                     | Ruolo | Calciatore             |
| -- | ------------------- | ----- | ---------------------- |
| 1  | Norvegia (bandiera) | P     | Knut Dørum Lillebakk   |
| 2  | Norvegia (bandiera) | D     | Knut Olav Rindarøy     |
| 3  | Svezia (bandiera)   | D     | Marcus Andreasson      |
| 5  | Norvegia (bandiera) | D     | Øyvind Gjerde          |
| 6  | Norvegia (bandiera) | C     | Daniel Berg Hestad     |
| 7  | Norvegia (bandiera) | C     | Thomas Mork            |
| 8  | Norvegia (bandiera) | C     | Marcus Bakke           |
| 9  | Svezia (bandiera)   | A     | Mattias Moström        |
| 10 | Norvegia (bandiera) | C     | Magne Hoseth           |
| 11 | Norvegia (bandiera) | C     | Tommy Eide Møster      |
| 12 | Norvegia (bandiera) | P     | Lars Ivar Moldskred    |
| 14 | Norvegia (bandiera) | C     | Christian Gauseth      |
| 15 | Norvegia (bandiera) | C     | Aksel Berget Skjølsvik |
| 16 | Norvegia (bandiera) | D     | Fredrik Samdal Solberg |

| N. |                      | Ruolo | Calciatore                |
| -- | -------------------- | ----- | ------------------------- |
| 17 | Norvegia (bandiera)  | D     | Trond Strande             |
| 18 | Brasile (bandiera)   | C     | Valter Tomaz Junior       |
| 19 | Finlandia (bandiera) | C     | Toni Koskela              |
| 20 | Norvegia (bandiera)  | A     | Rune Ertsås               |
| 21 | Canada (bandiera)    | C     | Sandro Grande             |
| 22 | Norvegia (bandiera)  | P     | Jan Kjell Larsen          |
| 23 | Islanda (bandiera)   | A     | Marel Baldvinsson         |
| 24 | Norvegia (bandiera)  | D     | Vegard Forren             |
| 25 | Norvegia (bandiera)  | C     | Peter Berg Hestad         |
| 26 | Senegal (bandiera)   | A     | Madiou Konate             |
| 27 | Senegal (bandiera)   | A     | Mame Biram Diouf          |
| 28 | Norvegia (bandiera)  | D     | Vidar Giske Henriksen     |
| 33 | Norvegia (bandiera)  | D     | Petter Christian Singsaas |
| 42 | Senegal (bandiera)   | A     | Pape Paté Diouf           |

## Risultati

### Campionato

#### Girone di andata
| Arbitro: | Nordby |

|                        |           |                                          |
| Hovland 4’ Waltrip 65’ | Marcatori | 60’ (rig.) Hoseth 73’ Ertsås 77’ Koskela |

| Arbitro: | Alseth (Stjørdal) |

|                                         |           |  |
| M. Diouf 17’ Mork 59’ Hoseth 63’ (rig.) | Marcatori |  |

| Arbitro: | Kamben |

|          |           |                       |
| Wiig 26’ | Marcatori | 55’ Gjerde 60’ Ertsås |

| Arbitro: | Edvartsen (Hamar) |

|                 |           |             |
| Baldvinsson 56’ | Marcatori | 11’ Saaliti |

| Arbitro: | Edvartsen (Hamar) |

|  |           |                                         |
|  | Marcatori | 2’ M. Diouf 65’ Tomaz Junior 77’ Ertsås |

| Arbitro: | Krokdal |

|  |           |                                  |
|  | Marcatori | 48’ (aut.) Andreasson 90’ Pasoja |

| Arbitro: | Kamben |

|  |           |                    |
|  | Marcatori | 77’ D. Berg Hestad |

| Arbitro: | Krokdal |

|  |           |                          |
|  | Marcatori | 39’ Samuelsson 70’ Olsen |

| Arbitro: | Edvartsen (Hamar) |

|           |           |                         |
| Olsen 70’ | Marcatori | 1’ M. Diouf 8’ P. Diouf |

| Arbitro: | Sælen (Bergen) |

|              |           |  |
| P. Diouf 68’ | Marcatori |  |

| Arbitro: | Johnsen |

|                                  |           |                                                 |
| Johansen 36’ Rindarøy 63’ (aut.) | Marcatori | 35’ Moström 50’ M. Diouf 74’ Gauseth 87’ Gjerde |

| Arbitro: | Høgberg |

|              |           |  |
| P. Diouf 39’ | Marcatori |  |

| Arbitro: | Olsen (Kristiansand) |

|                                            |           |                     |
| M. Diouf 7’ D. Berg Hestad 29’ Gauseth 40’ | Marcatori | 50’ Hagen 87’ Oyuga |

| Arbitro: | Hafsås |

|                 |           |                               |
| Haug 13’ (rig.) | Marcatori | 34’ Ertsås 46’ D. Berg Hestad |

| Arbitro: | Krokdal |

|                                           |           |          |
| D. Berg Hestad 16’, 66’, 78’ P. Diouf 26’ | Marcatori | 8’ Šarić |

#### Girone di ritorno
| Arbitro: | Johnsen |

|                           |           |            |
| M. Diouf 14’ Singsaas 31’ | Marcatori | 41’ H. Flo |

| Moss 5 agosto 2007, ore 18:00 CEST 17ª giornata | Moss                 | 0 – 0 referto | Molde | Melløs Stadion (2.102 spett.)\| Arbitro: \| Olsen (Kristiansand) \| |
| Arbitro:                                        | Olsen (Kristiansand) |               |       |                                                                     |

| Arbitro: | Borgersen (Oslo) |

|              |           |  |
| M. Diouf 12’ | Marcatori |  |

| Arbitro: | Edvartsen (Hamar) |

|  |           |                              |
|  | Marcatori | 2’ Baldvinsson 28’, 75’ Mork |

| Arbitro: | Krokdal |

| |           |             |
| M. Diouf 9’, 41’ Baldvinsson 11’, 14’ D. Berg Hestad 33’ Hoseth 37’, 57’ (rig.) Tomaz Junior 47’ Rindarøy 51’ Strandberg 67’ (aut.) Pepa 70’ (aut.) Ertsås 85’ | Marcatori | 23’ Ertzeid |

| Arbitro: | Borgersen |

|  |           |                              |
|  | Marcatori | 33’ P. Diouf 40’ Baldvinsson |

| Molde 9 settembre 2007, ore 18:00 CEST 22ª giornata | Molde | 0 – 0 referto | Skeid | Aker Stadion (6.304 spett.)\| Arbitro: \| Toppe \| |
| Arbitro:                                            | Toppe |               |       |                                                    |

| Arbitro: | Hakestad |

|          |           |                          |
| Olsen 9’ | Marcatori | 18’ Mork 52’ Baldvinsson |

| Arbitro: | Alapnes |

|                                       |           |                 |
| Hoseth 10’, 64’ P. Diouf 50’ Mork 68’ | Marcatori | 12’, 84’ Hamoud |

| Arbitro: | Ahlsen |

|            |           |                          |
| Ahamed 58’ | Marcatori | 36’ Koskela 40’ M. Diouf |

| Arbitro: | Johansen |

|                                           |           |                     |
| Koskela 22’ D. Berg Hestad 28’ Ertsås 55’ | Marcatori | 52’ (rig.) Johansen |

| Notodden 14 ottobre 2007, ore 15:00 CEST 27ª giornata      | Notodden  | 2 – 0 referto | Molde | Idrettsparken (1.429 spett.) |
| \| \| \| \| \| Kvalheim 9’ Granerud 47’ \| Marcatori \| \| |           |               |       |                              |
|                                                            |           |               |       |                              |
| Kvalheim 9’ Granerud 47’                                   | Marcatori |               |       |                              |

| Arbitro: | Toppe |

|                      |           |  |
| Hansen 57’ Helle 72’ | Marcatori |  |

| Arbitro: | Alapnes |

|  |           |                    |
|  | Marcatori | 77’ Haug 83’ Frejd |

| Arbitro: | Helgerud (Lier) |

|  |           |            |
|  | Marcatori | 66’ Ertsås |

### Coppa di Norvegia
| Hemne 20 maggio 2007, ore 18:00 CEST Primo turno                                       | KIL/Hemne | 3 – 1 referto    | Molde | Ånesøyan Kunstgress |
| \| \| \| \| \| Snekvik 20’ Blakstad 75’ Sødahl 80’ \| Marcatori \| 40’ Tomaz Junior \| |           |                  |       |                     |
|                                                                                        |           |                  |       |                     |
| Snekvik 20’ Blakstad 75’ Sødahl 80’                                                    | Marcatori | 40’ Tomaz Junior |       |                     |